# Speedcubing-Weltmeisterschaften 2015
Die 8. Speedcubing-Weltmeisterschaften wurden vom 17. bis 19. Juli 2015 in São Paulo ausgetragen. 428 Teilnehmer aus 37 Ländern traten in 18 Disziplinen an. Das Gebäude für die Veranstaltung wurde von der Bildungsorganisation Etapa Educational bereitgestellt.

## Weltrekorde
Folgende Weltrekorde wurden in diesem Turnier aufgestellt:
- Feliks Zemdegs in der Disziplin 7×7×7; 2 Minuten 23,55 Sekunden (Einzelergebnis)
- Feliks Zemdegs in der Disziplin 7×7×7; 2 Minuten 33,73 Sekunden (Durchschnitt)
- Jan Bentlage in der Disziplin Skewb; 1,68 Sekunden (Einzelergebnis)
- Kevin Hays in der Disziplin 6×6×6; 1 Minuten 46,41 Sekunden (Durchschnitt)
- Kevin Hays in der Disziplin 6×6×6; 1 Minuten 45,98 Sekunden (Durchschnitt)

## Ergebnisse
Im Folgenden sind die ersten drei Plätze in den jeweiligen Disziplinen aufgelistet (Das entscheidende Ergebnis ist fett hervorgehoben):

### 3×3×3
| Platz | Teilnehmer     | Durchschnittszeit in Sekunden | Zeiten aller Lösungsversuche in Sekunden | Zeiten aller Lösungsversuche in Sekunden | Zeiten aller Lösungsversuche in Sekunden | Zeiten aller Lösungsversuche in Sekunden | Zeiten aller Lösungsversuche in Sekunden |
| ----- | -------------- | ----------------------------- | ---------------------------------------- | ---------------------------------------- | ---------------------------------------- | ---------------------------------------- | ---------------------------------------- |
| 1.    | Feliks Zemdegs | 7,56                          | 7,33                                     | 5,69                                     | 8,12                                     | 8,94                                     | 7,24                                     |
| 2.    | Mats Valk      | 8,56                          | 8,29                                     | 8,35                                     | 9,19                                     | 7,40                                     | 9,04                                     |
| 3.    | Jakub Kipa     | 8,63                          | 8,69                                     | 7,98                                     | 9,23                                     | 7,95                                     | 10,01                                    |

### 2×2×2
| Platz | Teilnehmer     | Durchschnittszeit in Sekunden | Zeiten aller Lösungsversuche Sekunden | Zeiten aller Lösungsversuche Sekunden | Zeiten aller Lösungsversuche Sekunden | Zeiten aller Lösungsversuche Sekunden | Zeiten aller Lösungsversuche Sekunden |
| ----- | -------------- | ----------------------------- | ------------------------------------- | ------------------------------------- | ------------------------------------- | ------------------------------------- | ------------------------------------- |
| 1.    | Feliks Zemdegs | 2,33                          | 2,56                                  | 2,14                                  | 2,36                                  | 1,95                                  | 2,49                                  |
| 2.    | Anthony Brooks | 2,41                          | 2,20                                  | 3,15                                  | 2,02                                  | 2,18                                  | 2,84                                  |
| 3.    | Jayden McNeill | 2,44                          | DNF                                   | 2,11                                  | 2,17                                  | 2,01                                  | 3,04                                  |

### 4×4×4
| Platz | Teilnehmer     | Durchschnittszeit in Sekunden | Zeiten aller Lösungsversuche in Sekunden | Zeiten aller Lösungsversuche in Sekunden | Zeiten aller Lösungsversuche in Sekunden | Zeiten aller Lösungsversuche in Sekunden | Zeiten aller Lösungsversuche in Sekunden |
| ----- | -------------- | ----------------------------- | ---------------------------------------- | ---------------------------------------- | ---------------------------------------- | ---------------------------------------- | ---------------------------------------- |
| 1.    | Feliks Zemdegs | 30,54                         | 30,62                                    | 28,09                                    | 33,40                                    | 29,74                                    | 31,25                                    |
| 2.    | Pedro Roque    | 32,15                         | 32,74                                    | 34,30                                    | 27,73                                    | 35,34                                    | 29,40                                    |
| 3.    | Jong-Ho Jeong  | 33,75                         | 36,45                                    | 33,17                                    | 29,22                                    | 35.26                                    | 32,83                                    |

### 5×5×5
| Platz | Teilnehmer        | Durchschnittszeit in Minuten:Sekunden | Zeiten aller Lösungsversuche in Minuten:Sekunden | Zeiten aller Lösungsversuche in Minuten:Sekunden | Zeiten aller Lösungsversuche in Minuten:Sekunden | Zeiten aller Lösungsversuche in Minuten:Sekunden | Zeiten aller Lösungsversuche in Minuten:Sekunden |
| ----- | ----------------- | ------------------------------------- | ------------------------------------------------ | ------------------------------------------------ | ------------------------------------------------ | ------------------------------------------------ | ------------------------------------------------ |
| 1.    | Feliks Zemdegs    | 52,62                                 | 56,97                                            | 51,62                                            | 48,57                                            | 56,51                                            | 49,73                                            |
| 2.    | Kevin Hays        | 55,66                                 | 51,26                                            | 57,76                                            | 54,77                                            | 54,45                                            | 1:02,12                                          |
| 3.    | Breandan Vallance | 1:05,61                               | 1:06,92                                          | 1:06,79                                          | 1:09,94                                          | 1:00,54                                          | 1:03,13                                          |

### 6×6×6
| Platz | Teilnehmer                   | Durchschnittszeit in Minuten:Sekunden | Zeiten aller Lösungsversuche in Minuten:Sekunden | Zeiten aller Lösungsversuche in Minuten:Sekunden | Zeiten aller Lösungsversuche in Minuten:Sekunden |
| ----- | ---------------------------- | ------------------------------------- | ------------------------------------------------ | ------------------------------------------------ | ------------------------------------------------ |
| 1.    | Kevin Hays                   | 1:45,98                               | 1:43,04                                          | 1:51,66                                          | 1:43,23                                          |
| 2.    | Feliks Zemdegs               | 1:47,86                               | 1:44,37                                          | 1:58,95                                          | 1:40,25                                          |
| 3.    | Pedro Alejandro Condo Tellez | 2:08,53                               | 2:08,79                                          | 2:10,82                                          | 2:05,99                                          |

### 7×7×7
| Platz | Teilnehmer      | Durchschnittszeit in Minuten:Sekunden | Zeiten aller Lösungsversuche in Minuten:Sekunden | Zeiten aller Lösungsversuche in Minuten:Sekunden | Zeiten aller Lösungsversuche in Minuten:Sekunden |
| ----- | --------------- | ------------------------------------- | ------------------------------------------------ | ------------------------------------------------ | ------------------------------------------------ |
| 1.    | Kevin Hays      | 2:45,36                               | 2:43,75                                          | 2:41,89                                          | 2:50,43                                          |
| 2.    | Feliks Zemdegs  | 2:46,74                               | 2:56,66                                          | 2:42,78                                          | 2:40,78                                          |
| 3.    | Wilhelm Kilders | 3:28,33                               | 3:20,25                                          | 3:22,00                                          | 3:42,75                                          |

### 3×3×3Blind
| Platz | Teilnehmer                     | Durchschnittszeit in Sekunden | Zeiten aller Lösungsversuche in Sekunden | Zeiten aller Lösungsversuche in Sekunden | Zeiten aller Lösungsversuche in Sekunden |
| ----- | ------------------------------ | ----------------------------- | ---------------------------------------- | ---------------------------------------- | ---------------------------------------- |
| 1.    | Kabyanil Talukdar              | DNF                           | 24,86                                    | DNF                                      | 29,39                                    |
| 2.    | Noah Arthurs                   | DNF                           | 30,92                                    | DNF                                      | DNF                                      |
| 3.    | Roberto Antonio Ocmin Baráybar | 33,60                         | 33,43                                    | 34,78                                    | 32,58                                    |

### 3×3×3Fewest Moves
| Platz | Teilnehmer                       | Durchschnitt | Ergebnisse | Ergebnisse | Ergebnisse |
| ----- | -------------------------------- | ------------ | ---------- | ---------- | ---------- |
| 1.    | João Pedro Batista Ribeiro Costa | 25,67        | 25         | 26         | 26         |
| 2.    | Jan Bentlage                     | 27,33        | 30         | 25         | 27         |
| 3.    | Emanuel Rheinert                 | 27,33        | 27         | 26         | 29         |

### 3×3×3 einhändig
| Platz | Teilnehmer        | Durchschnittszeit in Sekunden | Zeiten aller Lösungsversuche in Sekunden | Zeiten aller Lösungsversuche in Sekunden | Zeiten aller Lösungsversuche in Sekunden | Zeiten aller Lösungsversuche in Sekunden | Zeiten aller Lösungsversuche in Sekunden |
| ----- | ----------------- | ----------------------------- | ---------------------------------------- | ---------------------------------------- | ---------------------------------------- | ---------------------------------------- | ---------------------------------------- |
| 1.    | Feliks Zemdegs    | 11,85                         | 11,62                                    | 10,07                                    | 11,24                                    | 12,70                                    | 14,79                                    |
| 2.    | Michał Pleskowicz | 13,35                         | 14,05                                    | 12,86                                    | 13,14                                    | 12,35                                    | 14,54                                    |
| 3.    | Antoine Cantin    | 13,68                         | 13,85                                    | 12,29                                    | 13,78                                    | 13,65                                    | 13,61                                    |

### Clock
| Platz | Teilnehmer       | Durchschnittszeit in Sekunden | Zeiten aller Lösungsversuche in Sekunden | Zeiten aller Lösungsversuche in Sekunden | Zeiten aller Lösungsversuche in Sekunden | Zeiten aller Lösungsversuche in Sekunden | Zeiten aller Lösungsversuche in Sekunden |
| ----- | ---------------- | ----------------------------- | ---------------------------------------- | ---------------------------------------- | ---------------------------------------- | ---------------------------------------- | ---------------------------------------- |
| 1.    | Niko Ronkainen   | 7,69                          | 7,82                                     | 6,91                                     | 8,83                                     | 7,08                                     | 8,17                                     |
| 2.    | Daniel Wallin    | 8,68                          | 13,49                                    | 7,50                                     | 9,45                                     | 9,10                                     | 5,93                                     |
| 3.    | Sébastien Auroux | 8,88                          | 7,79                                     | 9,89                                     | 8,97                                     | 7,16                                     | 10,28                                    |

### Megaminx
| Platz | Teilnehmer             | Durchschnittszeit in Sekunden | Zeiten aller Lösungsversuche in Sekunden | Zeiten aller Lösungsversuche in Sekunden | Zeiten aller Lösungsversuche in Sekunden | Zeiten aller Lösungsversuche in Sekunden | Zeiten aller Lösungsversuche in Sekunden |
| ----- | ---------------------- | ----------------------------- | ---------------------------------------- | ---------------------------------------- | ---------------------------------------- | ---------------------------------------- | ---------------------------------------- |
| 1.    | Oscar Roth Andersen    | 50,19                         | 49,00                                    | 56,48                                    | 48,00                                    | 50,13                                    | 51,44                                    |
| 2.    | Feliks Zemdegs         | 51,19                         | 46,75                                    | 52,55                                    | 53,25                                    | 49,06                                    | 51,95                                    |
| 3.    | Felipe Rueda Hernández | 51,36                         | 56,17                                    | 59,31                                    | 47,90                                    | 46,37                                    | 50,02                                    |

### Pyraminx
| Platz | Teilnehmer      | Durchschnittszeit in Sekunden | Zeiten aller Lösungsversuche in Sekunden | Zeiten aller Lösungsversuche in Sekunden | Zeiten aller Lösungsversuche in Sekunden | Zeiten aller Lösungsversuche in Sekunden | Zeiten aller Lösungsversuche in Sekunden |
| ----- | --------------- | ----------------------------- | ---------------------------------------- | ---------------------------------------- | ---------------------------------------- | ---------------------------------------- | ---------------------------------------- |
| 1.    | Jules Desjardin | 3,77                          | 4,09                                     | 4,04                                     | 2,57                                     | 3,67                                     | 3,59                                     |
| 2.    | Jakub Kipa      | 4,18                          | 5,99                                     | 2,26                                     | 3,96                                     | 3,96                                     | 4,61                                     |
| 3.    | Reto Bubendorf  | 4,18                          | 4,37                                     | 2,60                                     | 4,81                                     | 6,41                                     | 3,36                                     |

### Skewb
| Platz | Teilnehmer         | Durchschnittszeit in Sekunden | Zeiten aller Lösungsversuche in Sekunden | Zeiten aller Lösungsversuche in Sekunden | Zeiten aller Lösungsversuche in Sekunden | Zeiten aller Lösungsversuche in Sekunden | Zeiten aller Lösungsversuche in Sekunden |
| ----- | ------------------ | ----------------------------- | ---------------------------------------- | ---------------------------------------- | ---------------------------------------- | ---------------------------------------- | ---------------------------------------- |
| 1.    | Daniel Wallin      | 3,72                          | 3,68                                     | 3,39                                     | 3,58                                     | 3,89                                     | 5,00                                     |
| 2.    | Jayden McNeill     | 4,39                          | 4,13                                     | 3,87                                     | 3,31                                     | 6,36                                     | 5,16                                     |
| 3.    | Anthony Lafourcade | 4,89                          | 5,02                                     | 5,86                                     | 3,08                                     | 5,10                                     | 4,55                                     |

### Square-1
| Platz | Teilnehmer       | Durchschnittszeit in Sekunden | Zeiten aller Lösungsversuche in Sekunden | Zeiten aller Lösungsversuche in Sekunden | Zeiten aller Lösungsversuche in Sekunden | Zeiten aller Lösungsversuche in Sekunden | Zeiten aller Lösungsversuche in Sekunden |
| ----- | ---------------- | ----------------------------- | ---------------------------------------- | ---------------------------------------- | ---------------------------------------- | ---------------------------------------- | ---------------------------------------- |
| 1.    | Emanuel Rheinert | 14,36                         | 16,61                                    | 10,98                                    | 11,65                                    | 16,02                                    | 15,42                                    |
| 2.    | Daniel Wallin    | 15,68                         | 20,51                                    | 15,08                                    | 14,10                                    | 15,09                                    | 16,87                                    |
| 3.    | Kou Oobatake     | 16,26                         | 18,57                                    | 17,75                                    | 13,10                                    | 15,50                                    | 15,52                                    |

### 4×4×4 Blind
| Platz | Teilnehmer   | Durchschnittszeit in Minuten:Sekunden | Zeiten aller Lösungsversuche in Minuten:Sekunden | Zeiten aller Lösungsversuche in Minuten:Sekunden | Zeiten aller Lösungsversuche in Minuten:Sekunden |
| ----- | ------------ | ------------------------------------- | ------------------------------------------------ | ------------------------------------------------ | ------------------------------------------------ |
| 1.    | Linus Frész  | DNF                                   | DNF                                              | 3:55,75                                          | 3:12,04                                          |
| 2.    | Taku Yanai   | DNF                                   | DNF                                              | DNF                                              | 3:59,18                                          |
| 3.    | Noah Arthurs | 4:51,31                               | 5:37,10                                          | 4:23,94                                          | 4:32,90                                          |

### 5×5×5 Blind
| Platz | Teilnehmer         | Zeiten aller Lösungsversuche in Minuten:Sekunden | Zeiten aller Lösungsversuche in Minuten:Sekunden | Zeiten aller Lösungsversuche in Minuten:Sekunden |
| ----- | ------------------ | ------------------------------------------------ | ------------------------------------------------ | ------------------------------------------------ |
| 1.    | Noah Arthurs       | 13:07,00                                         | 11:37,00                                         | DNF                                              |
| 2.    | Jan Bentlage       | DNF                                              | 14:22,00                                         | 12:07,00                                         |
| 3.    | Gianfranco Huanqui | 13:53,00                                         | DNF                                              | DNF                                              |

### 3×3×3 Multi-Blind
| Platz | Teilnehmer                     | Ergebnisse (Zeit in Minuten:Sekunden) | Ergebnisse (Zeit in Minuten:Sekunden) |
| ----- | ------------------------------ | ------------------------------------- | ------------------------------------- |
| 1.    | Gabriel Dechichi Barbar        | 16/21 53:45                           | 18/19 51:54                           |
| 2.    | Tomas Kristiansson             | 18/24 59:38                           | 19/21 59:47                           |
| 3.    | Roberto Antonio Ocmin Baráybar | 14/14 54:51                           | DNF                                   |

### 3×3×3 mit Füßen
| Platz | Teilnehmer               | Durchschnittszeit in Sekunden | Zeiten aller Lösungsversuche in Sekunden | Zeiten aller Lösungsversuche in Sekunden | Zeiten aller Lösungsversuche in Sekunden |
| ----- | ------------------------ | ----------------------------- | ---------------------------------------- | ---------------------------------------- | ---------------------------------------- |
| 1.    | Gabriel Pereira Campanha | 32,51                         | 32,81                                    | 3,73                                     | 29,99                                    |
| 2.    | Jakub Kipa               | 36,44                         | 29,86                                    | 48,29                                    | 31,17                                    |
| 3.    | Yuhei Takagi             | 36,66                         | 37,16                                    | 29,70                                    | 43,13                                    |